# 逸見明正
逸見 明正（へんみ あきまさ、1971年8月23日 - ）は、KBC九州朝日放送の元アナウンサー。2016年4月より報道部に移動。

## 経歴
岡山県岡山市出身。岡山大学教育学部附属中学校、岡山県立岡山朝日高等学校、明治大学商学部を卒業後、1994年入社。なお、1989年度のNHK杯全国高校放送コンテストのアナウンス部門で優勝している。
KBCは「博多祇園山笠」で「追い山」の中継にかかわっているが、逸見は当日櫛田神社境内に流れるアナウンスを2015年まで担当していた。
2016年からはKBCの長岡大雅アナウンサーが担当。

## 過去の担当番組

### テレビ
- 『アサデス。KBC』芸能コーナーを経てニュース担当へ。
- 『とっても健康らんど』とっても健康君として健康診断を受けさせられる。
- 『ドォーモ』入社当初はレギュラーとしてレポーターで登場したが、現在はコーナーナレーションのみ。

### ラジオ
- 『逸見明正のあさ⑤はん』
- 『島田洋七の朝から言わせろ』
- 『ひまつぶし軍団』
- 『カプセルマガジン』木曜担当
- 『土曜の朝は玲子におまかせ』（土曜日7:00～12:00 栗田善太郎に代わって2007年10月より2009年3月まで）